# Ælfgifu z Yorku
Ælfgifu z Yorku byla první manželka anglického krále Ethelreda II. Pravděpodobně byla dcerou hraběte Thoreda z jižní Northumbrie (Yorku).

## Původ
Určité informace o jejím původu pocházejí až z doby po normanském záboru. Sulcard z Westminsteru po roce 1080 píše, že byla „z velmi urozeného anglického rodu“ (ex nobilioribus Anglis), ale její jméno přímo neuvádí. John z Worcesteru píše, že Ethelredova první manželka byla Ælfgifu, dcera šlechtice Æthelberhta (comes Agelberhtus) a matka Edmunda, Æthelstana, Eadwig and Eadgyth. Existence samotného Æthelberhta je však pochybná, a tak je pravděpodobnější, že byla dcerou hraběte Thoreda.

## Manželství a potomci
Ke sňatku Ethelreda a Ælfgifu zřejmě došlo nejspíš v polovině osmdesátých let desátého století. Thored byl váženým hrabětem z Yorku zjevně bez královského jmenování do tohoto úřadu, a tak by tento sňatek královské rodině přinesl důležitou oporu na severu.
Z manželství se narodilo šest synů, z nichž všichni byli pojmenovaní po Ethelredových předchůdcích. Byli to Athelstan (†1011), Edmund II. (jeho nástupce na anglickém trůnu), Egbert, Eadred, Eadwig (zabit roku 1017) a Edgar. Také spolu měli čtyři dcery – Editu, Elgiflu, Wulfhild a Aethelredu.
Jediným ze synů, který se stal králem, byl Edmund. Jeho krátká vláda však skončila, když dánský král Knut Veliký vyhrál sérii bitev v roce 1016 a dobyl Anglii. Tři ze svých dcer provdal Ethelred za anglická hraba, zřejmě aby si zajistil jejich věrnost a zajistit obranný systém proti vikinským útokům.
Příliš informací není ani o smrti Ælfgifu. Zřejmě zemřela při porodu, a to před rokem 1002, kdy se Ethelred oženil s Emmou Normandskou.